# Kerschbaumer Sattel (Tirol)
Der Kerschbaumer Sattel ist ein 1111 m ü. A. hoher Gebirgspass zwischen Alpbachtal und Zillertal im Bundesland Tirol in Österreich.

## Lage und Umgebung
Die Passstraße führt von Reith im Alpbachtal (nahe dem Inntal) über die Passhöhe nach Hart im Zillertal und Bruck am Ziller. Die schmale, durchgängig asphaltierte Straße wird lokal genutzt, der Durchgangsverkehr benutzt die weiter westlich liegenden B169 / B171 (bzw. A12) durch das Ziller- und Inntal.